# Octavius Ruso
Octavius Ruso – historyk rzymski z I wieku p.n.e., którego dzieła się nie zachowały.

## Polemiki naukowe
Bywa identyfikowany z historykiem o imieniu Ruso opisanym w Satyrach Horacego (III, w. 86 i nast.), przedstawionym jako twórca dzieł historycznych zmuszający swoich niewypłacalnych dłużników do ich słuchania, bo nikt nie chciał ich czytać. W 1938 roku belgijski uczony Léon Herrmann opublikował artykuł na jego temat w czasopiśmie „Revue des Études Anciennes”, lecz w 1948 roku na łamach „Przeglądu Historycznego” ukazała się recenzja tej pracy; jej autor, Kazimierz Rozenberg, zakwestionował tezy Herrmanna, odrzucając identyfikację z postacią wspomnianą przez Horacego. W 2013 roku identyfikację tę podtrzymano jednak w trzytomowej monografii The Fragments of the Roman Historians, opublikowanej przez Oxford University Press.